# Огородникова, Софья Павловна
Софья Павловна Огородникова (Шарнина; Рыбинск, 1940 — Уфа, 1969) — советская шашистка, специализировавшаяся по русским шашкам. Восьмикратная чемпионка РСФСР и двукратная чемпионка СССР среди женщин (1963, 1964), серебряный (1966) и бронзовый призёр (1965) чемпионатов СССР.

## Биография
Родилась в Рыбинске. В годы Великой Отечественной вместе с родителями эвакуировалась в Уфу, где и познакомилась с шашечной игрой. Окончив школу, пошла работать на Уфимский моторостроительный завод. Позже окончила техникум. Была замужем за шашистом Юрием Огородниковым.
Скончалась от болезни.
Дочь — мастер спорта Татьяна Балякина, замужем за Александром Балякиным.

## Память
Всесоюзный мемориал памяти Софьи Огородниковой проходил в 1980 году в Гомеле. Захоронена на Лопатинском кладбище г. Уфы. Как найти могилу - идти (или ехать на авто) от входа прямо, пересечь небольшую площадку, далее опять прямо, не доходя до поворота направо 90° примерно 15 могил будет справа, около дороги, мраморный памятник.